# Bychawa (gromada 1954–1957)
Bychawa – dawna gromada, czyli najmniejsza jednostka podziału terytorialnego Polskiej Rzeczypospolitej Ludowej w latach 1954–1972.
Gromady, z gromadzkimi radami narodowymi (GRN) jako organami władzy najniższego stopnia na wsi, funkcjonowały od reformy reorganizującej administrację wiejską przeprowadzonej jesienią 1954 do momentu ich zniesienia z dniem 1 stycznia 1973, tym samym wypierając organizację gminną w latach 1954–1972.
Gromadę Bychawa z siedzibą GRN w Bychawie (wówczas wsi) utworzono – jako jedną z 8759 gromad na obszarze Polski – w powiecie lubelskim w woj. lubelskim na mocy uchwały nr 12 WRN w Lublinie z dnia 5 października 1954. W skład jednostki weszły obszary dotychczasowych gromad Bychawa (z Marysinem i Wolą Bychawską), Leśniczówka, Grodzany (z Łęczycą), Wandzin (z Wolą Małą), Wincentówek (z Podzamczem) i Zadębie ze zniesionej gminy Bychawa w tymże powiecie. Dla gromady ustalono 17 członków gromadzkiej rady narodowej.
1 stycznia 1956 gromada weszła w skład nowo utworzonego powiatu bychawskiego w tymże województwie.
1 stycznia 1958 z gromady Bychawa wyłączono: a) kolonię Wincentówek, włączając ją do gromady Bychawka oraz b) kolonię Leśniczówka, włączając ją do gromady Gałęzów – w tymże powiecie, po czym gromadę Bychawa zniesiono w związku z przekształceniem jej pozostałego obszaru (Bychawa, Grodzany, Łęczyca, Marysin, Podzamcze, Wandzin, Wola Bychawska, Wola Mała i Zadębie) w miasto Bychawę tamże.
Uwaga: Gromada Bychawa (o innym składzie) istniała w powiecie bychawskim również w latach 1969–72.